# Uropoda leleupi
Uropoda leleupi es una especie de arácnido del orden Mesostigmata de la familia Uropodidae.

## Distribución geográfica
Se encuentra en el sur de África.